# Vandpyt
En vandpyt er en midlertidig vandsamling på jordoverfladen, som i størrelse som regel er mindre end 1 meter i tværmål. Vandpytter dannes efter regnvejr og ofte på gader og veje med lavninger som følge af kørselsslid. Deres eksistens er som regel kortvarig, idet vandet i pytten atter hurtigt vil forsvinde grundet perkolation og fordampning under indtryk af solstrålernes varmepåvirkning.

## I litteraturen
Digteren skrev:
"Selv i en vandpyt 
Himlen spejler sine glæder,
 tankeløs, Du dog 
i mangen vandpyt træder."